# Rómulo Augústulo
Rómulo Augusto (c. 465 - ¿después de 511?), apodado Augústulo, fue emperador romano de Occidente desde el 31 de octubre de 475 hasta el 4 de septiembre de 476. Su padre, el magister militum Orestes, le colocó en el trono imperial y, en ese momento, todavía menor de edad, era poco más que una figura decorativa de su progenitor. Después de que Rómulo gobernara durante diez meses, el general bárbaro Odoacro derrotó y mató a Orestes y depuso a Rómulo. Como Odoacro no proclamó ningún sucesor, Rómulo es considerado como el último emperador romano de Occidente, y su deposición marcó el final del Imperio romano de Occidente como entidad política. La deposición de Rómulo Augústulo también es utilizada a veces por los historiadores para marcar la transición de la antigüedad al periodo medieval.
Se conservan muy pocos registros del reinado de Rómulo. No se conocen políticas, leyes o inscripciones de importancia del emperador, lo que deja la impresión de que fue una figura sombría y relativamente intrascendente. El apodo 'Augústulo' significa «pequeño augusto» y era un apodo burlón que hacía referencia a su corta edad. La familia inmediata de Rómulo, incluyendo a su padre y posiblemente a su madre, y tal vez a sus abuelos paternos y maternos, eran de la provincia romana de Panonia, y muchos de sus familiares tenían antecedentes militares.
Rómulo llegó al poder por usurpación de su predecesor, Julio Nepote (r. 474-475 en Italia) en el año 475. Este huyó a Dalmacia y continuó reclamando el título imperial en el exilio, lo que dificultó la legitimidad de Rómulo y aseguró que nunca fuera reconocido por el emperador romano oriental Zenón. En 476, los bárbaros foederati (tropas aliadas) en Italia exigieron tierras en la región para asentarse, lo que fue rechazado por Orestes. Bajo su líder Odoacro, los foederati derrotaron y mataron a Orestes y depusieron a Rómulo, tras lo cual Odoacro se convirtió en el primer rey de Italia y aceptó al emperador Zenón como su soberano nominal.
La vida de Rómulo fue perdonada por Odoacro, y se le permitió retirarse al castellum Lucullanum, una gran fortaleza en Campania, cerca de Nápoles. Se conocen pocos datos seguros sobre la vida de Rómulo en el exilio. Es posible que haya participado en la fundación de un monasterio en el castellum Lucullanum en los años 480 o 490, dedicado a san Severino de Nórico. Rómulo podría haber estado vivo en el año 507 o 511, cuando Teodorico el Grande, sucesor de Odoacro, escribió una carta a un «Rómulo» sobre una pensión. Es probable que Rómulo estuviera muerto antes de mediados de la década de 530, ya que los relatos de la invasión romana de Italia de esa época no lo mencionan.

## Nombre
El nombre de nacimiento de Rómulo Augusto era simplemente Rómulo, y cuando accedió al trono imperial, también adoptó el de Augusto como nombre propio. El título completo utilizado en su acuñación fue Dominus Noster Romulus Augustus Pius Felix Augustus. A Rómulo Augusto se le llamaba coloquialmente «Augústulo» (que significa «pequeño Augusto») incluso en su propia época, en referencia a su juventud. «Augústulo» era un apodo burlón y nunca fue de uso oficial; todas las monedas de Rómulo utilizan el nombre de Rómulo Augusto. En griego, su nombre de pila Rómulo también se transformó burlonamente en el apodo de Momylus («pequeña desgracia»).

## Contexto

### Trasfondo geopolítico

El Imperio romano oriental (naranja) y occidental (verde) en 476.

En la época del emperador Diocleciano (r. 284-305), se había impuesto la idea de que el Imperio romano había crecido tanto que sería mejor administrado por dos emperadores cogobernantes, en lugar de uno. Tras varias divisiones a lo largo del siglo IV, el imperio quedó firme y permanentemente dividido en una esfera occidental y otra oriental de administración imperial a partir de la muerte del emperador Teodosio I (r. 379-395) en el año 395 en adelante. Aunque los historiadores modernos suelen utilizar los términos Imperio romano de Occidente e Imperio romano de Oriente para describir la nueva situación política, los propios romanos nunca consideraron que el imperio estuviera formalmente dividido, sino que lo seguían viendo como una sola unidad, aunque la mayoría de las veces con dos gobernantes en lugar de uno. En el transcurso del siglo V, el imperio occidental experimentó un periodo de decadencia continua. No sólo muchos de los gobernantes de Occidente carecían en general de competencia, sino que además se enfrentaban a enormes problemas. En comparación con las provincias orientales, gran parte del oeste era más rural, con menos gente y una economía menos estable. Un número creciente de invasiones y asentamientos bárbaros germánicos en todo el oeste no hizo más que agravar estos problemas.
En el año 410, los visigodos bajo el mando de Alarico I saquearon Roma y en 455, el último emperador occidental de la dinastía Teodosiana, Valentiniano III (r. 425-455), fue depuesto y asesinado. Además, ese mismo año, la ciudad sería saqueada de nuevo por segunda vez en menos de cincuenta años, esta vez por los vándalos. El ejército romano pasó a depender cada vez más de mercenarios bárbaros y, tras el asesinato de Valentiniano, los generales bárbaros más poderosos, como Ricimero (c. 418-472), se hicieron políticamente dominantes, lo que les permitió gobernar mediante la proclamación de emperadores títeres. En los veinte años transcurridos entre la muerte de Valentiniano y la ascensión de Rómulo Augusto, ocho emperadores diferentes gobernaron en Occidente, y hacia el año 475, el imperio occidental se encontraba en una situación crítica. Fuera de Italia, la autoridad sólo se ejercía en Recia y en algunas regiones de Galia.
El emperador que gobernaba en el año 475 era Julio Nepote, quien llevaba menos de un año en el poder y había sido nombrado emperador occidental en 474 por los emperadores orientales León I (r. 457-474) y Zenón (r. 474-491), pero tuvo poco apoyo real en Occidente. En el año 475, Nepote nombró a Orestes, quien fue un distinguido personaje de la Roma tardía y en su día sirvió como notarius (secretario) del rey huno Atila, como patricio y magister militum (maestre del ejército; efectivamente comandante en jefe), lo que hizo que sustituyera al anterior titular de ese cargo, Ecdicio Avito. Como magister militum, Orestes fue encargado por Nepote de dirigir un ejército contra visigodos y burgundios, foederati (bárbaros aliados del imperio) que se rebelaban en el sur de Galia. El ejército entregado a Orestes por Nepote era multiétnico, con muchos soldados foederati. Escuchando las quejas de sus tropas, entre otras cosas se enteró de que Nepote había rechazado las peticiones de concesión de tierras, Orestes traicionó las órdenes del emperador y marchó sobre Ravena, la capital del imperio occidental. El 28 de agosto de 475, Orestes entró en la ciudad con su ejército y Nepote escapó a través del mar Adriático hasta Salona en Dalmacia.

### Ascendencia y familia

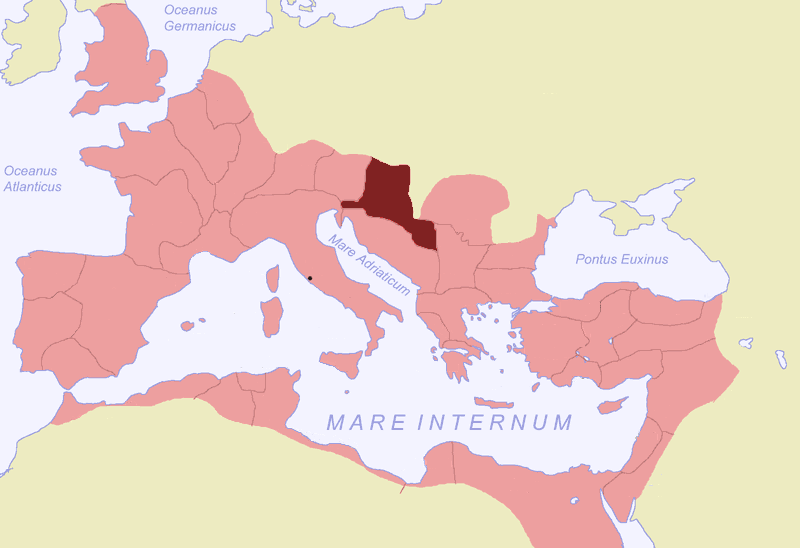
La familia de Rómulo Augusto era originaria de Panonia.

Existen pocas pruebas concretas sobre la ascendencia de Rómulo, aparte de que se sabe que Orestes era un ciudadano romano de Panonia y de la escasa información sobre su familia inmediata. El padre de este último era un oficial romano panoniano llamado Tatulo, quien tuvo al menos otro hijo, Paulo, quien sirvió como comes. No se conoce el nombre de la madre de Rómulo, pero podría haber sido Barbaria. El nombre Barbaria, por lo demás raramente atestiguado, puede derivar o bien de la gens (familia) Barbii, atestiguada en la Panonia romana, o puede ser simplemente la versión femenina del nombre Barbario, atestiguado por algunos individuos romanos en el sur de Galia. El abuelo materno de Rómulo era un comes, también con el nombre de Rómulo, del que se tiene constancia que estaba vivo en el año 449, cuando fue enviado en embajada a Atila por el general Aecio. Orestes y la madre de Rómulo Augusto se casó en algún momento antes del año 449. Se cree que la madre de Rómulo, y por tanto su familia inmediata, eran, como Orestes, de la Panonia romana.
Es posible que Rómulo Augusto tuviera hermanos mayores, sobre todo teniendo en cuenta que nació varios años después del matrimonio de sus padres. En la antigua Roma, era costumbre llamar al hijo mayor como el abuelo paterno, por lo que el hecho de que Rómulo no se llamara Tatulo indica, pues, que no era el primogénito.

## Reinado

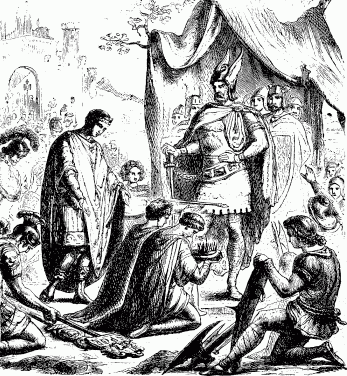
Ilustración del siglo de Rómulo Augusto entregando su corona frente a Odoacro.

Después de un interregno en Occidente que duró dos meses, Rómulo, tal vez de diez años de edad, fue proclamado emperador en lugar de Nepote por Orestes el 31 de octubre de 475. Este hecho hizo que fuera el último emperador proclamado en Occidente. No se sabe por qué el interregno desde Nepote duró tanto tiempo y por qué Orestes, un militar de alto rango y romano de nacimiento, no tomó el título imperial para sí mismo. Es posible que estuviera esperando algún tipo de reconocimiento formal o respuesta del emperador Zenón en Oriente, que nunca llegó. Rómulo, a lo largo de su breve reinado de diez meses, sería poco más que una figura decorativa, mientras que su padre, quien conservaba el cargo de magister militum, dirigía en realidad la mayor parte de la administración imperial. Zenón nunca reconoció el gobierno de Rómulo como emperador en Occidente, dado que Nepote, investido como emperador por el predecesor de Zenón, León I, seguía gobernando en el exilio en Dalmacia.
Los problemas con el ejército romano de Occidente, compuesto principalmente por foederati bárbaros, habían aumentado a lo largo de la década de 470. Los problemas que este tenía con el gobierno central habían sido los que permitieron a Orestes deponer a Nepote. En el 476, los foederati bárbaros de Italia, compuestos principalmente por los hérulos, esciros y turcilingios, exigieron tierras en Italia para asentarse, pero Orestes se negó. El líder de los foederati era Odoacro, un oficial bárbaro de afiliación tribal indeterminada, hijo de Edecón, quien trabajó junto Orestes en la corte de Atila. El 28 de agosto de 476, Odoacro derrotó a Orestes en una batalla en Ticinum, lo capturó y lo hizo ejecutar.
El 4 de septiembre, Odoacro capturó Rávena, y mató durante los combates al lugarteniente y hermano de Orestes, Paulo. Rómulo fue capturado y depuesto, tras lo cual Odoacro asumió el control de Italia como su primer rey. Este último envió las insignias imperiales occidentales de Rómulo al emperador Zenón en el este, y le juró lealtad, lo que causó que gobernara sin más sucesores imperiales en el oeste. Según el escritor e historiador romano oriental del siglo V Malco, Odoacro pudo haber obligado al propio Rómulo, como su último acto oficial como emperador, a enviar las insignias imperiales y una «carta de renuncia» a Zenón, en la que escribía que el Imperio romano a partir de ese momento sólo requería un único emperador, que gobernara desde Constantinopla. Aunque Zenón concedió a Odoacro la distinción de patricio, también instó al rey a aceptar de nuevo a Julio Nepote como emperador en Italia. Si bien Odoacro aceptó nominalmente a Nepote como su soberano y acuñó monedas en su nombre, este nunca pudo reocupar Italia.

## Vida en el exilio

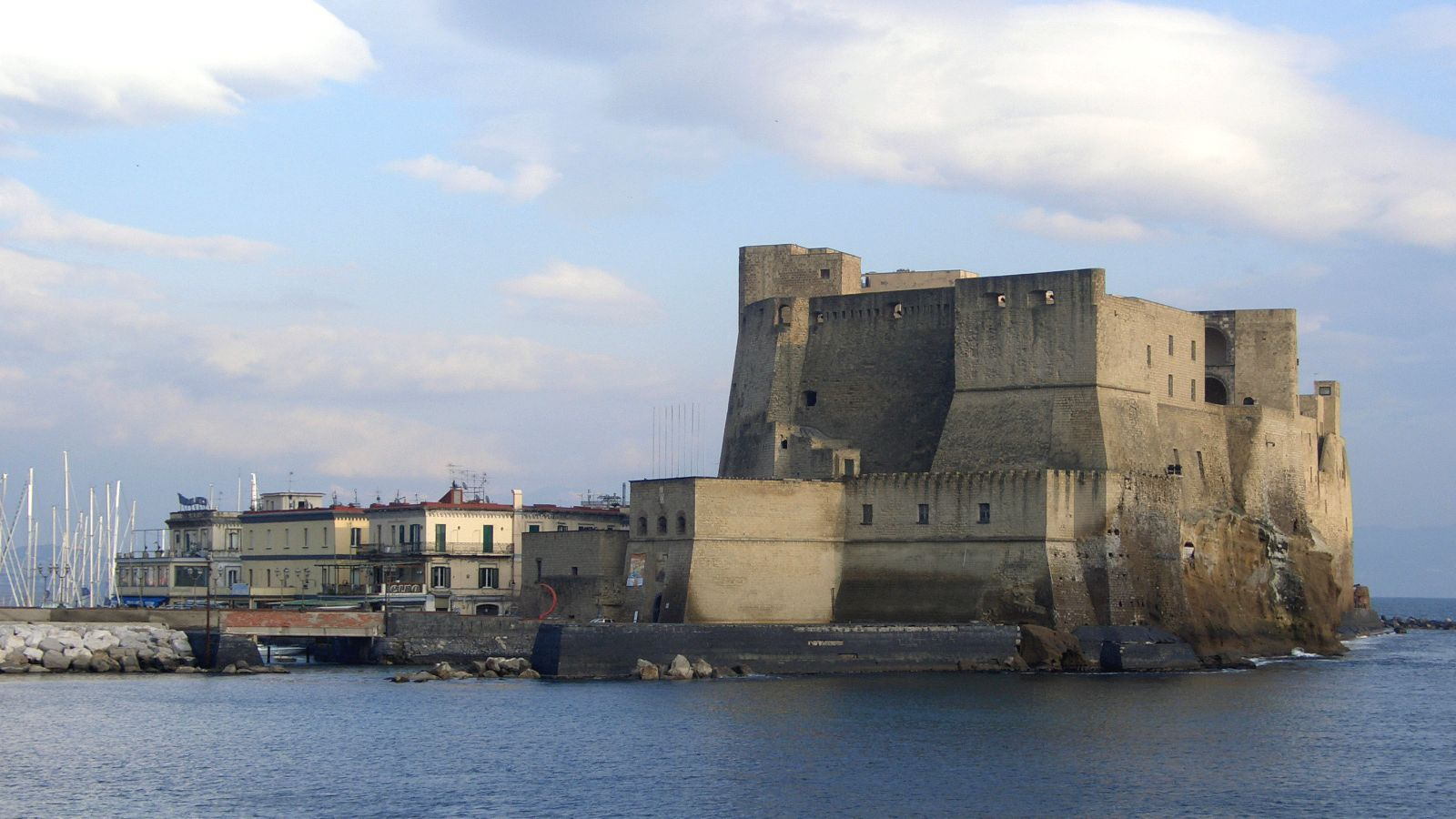
Castel dell'Ovo, o castellum Lucullanum, donde vivió Rómulo Augusto tras su deposición en 476.

Odoacro perdonó la vida al joven Rómulo por su «juventud y belleza», y se le concedió una pensión anual de seis mil solidi, los ingresos normales de un rico senador romano, y una finca en Campania cerca de Nápoles llamada el castellum Lucullanum (hoy llamado Castel dell'Ovo), originalmente construido por el cónsul y general Lucio Licinio Lúculo en los años 60 a. C. El castellum Lucullanum había servido una vez como villa de retiro de Tiberio (r. 14-37), el segundo emperador de Roma. A finales de la antigüedad, esta propiedad imperial estaba fortificada y, probablemente funcionaba como un pequeño centro administrativo y militar en Campania. Rómulo fue acompañado a esta región por un séquito y algunos de sus parientes, entre ellos su madre, Barbaria.
Rómulo pudo haber estado vivo en el año 507 o 511, cuando Teodorico el Grande, sucesor de Odoacro como rey de Italia, escribió a un tal «Rómulo» para confirmar una subvención hecha a él y a su madre por Pedro Marcelino Félix Liberio, el prefecto del pretorio de Italia, bajo su autoridad. Según Thomas Hodgkin, quien tradujo la carta en 1886, la identificación de Rómulo en la carta como Rómulo Augusto se ve reforzada por el hecho de que el nombre «Rómulo» no era muy común y porque la carta no lo saluda con ningún título o epíteto;de hecho, difiere tanto de la mayoría de las otras cartas conservadas de Teodorico, que parece que ni el rey ni su secretario estuvieran muy seguros de cómo dirigirse a un antiguo emperador. Si el Rómulo de la carta es la misma persona que el emperador depuesto, es posible que él y su familia tuvieron que renegociar su pensión con el nuevo soberano, ya que habían sido redactados bajo el reinado de un monarca diferente Se ha especulado que Rómulo también participara en la fundación de un monasterio en torno a los restos de San Severino de Nórico en el mismo castellum Lucullanum en la década de 480 o principios de 490. Los textos mencionan a una noble romana de nombre Barbaria, posiblemente la madre de Rómulo, como fundadora del cenobio, donde se radicaron monjes basilios. Este monasterio cobró importancia durante el pontificado de Gregorio I (r. 590-604) y estuvo activo hasta el siglo X, convertido en convento benedictino, como centro de oración y producción de manuscritos.
Dado que Rómulo no se menciona en los relatos de la posterior invasión bizantina de Italia a mediados de la década de 530, es probable que hubiera muerto algún tiempo antes del conflicto.

## Legado

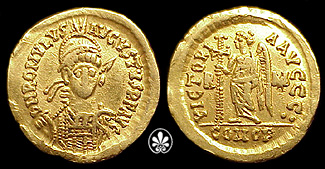
Sólido de Rómulo Augusto.

Se conservan muy pocos registros del reinado de Rómulo. Se desconocen las políticas que pudo llevar a cabo, si es que intentó alguna. El escaso registro narrativo y las pocas monedas conocidas, además de la ausencia de inscripciones de importancia ni leyes emitidas por el emperador, lo convierten en una figura sombría y relativamente intrascendente. Ralph W. Mathisen consideró en 1997 que fue «quizá el menos significativo» de los emperadores de corta vida cerca del final del Imperio romano de Occidente. Cuando no se le considera solo intrascendente, las opiniones de los historiadores sobre Rómulo Augusto han sido negativas. En la Historia de la decadencia y caída del Imperio romano (1776-1788), Edward Gibbon escribió que «asumía y deshonraba los nombres de Rómulo [y] Augusto».

Rómulo Augusto suele considerarse el último emperador romano de Occidente, o incluso el último emperador romano en general, con su deposición vista como el final del Imperio romano de Occidente como una entidad política. La destitución de Rómulo es también una de las fechas más utilizadas por los historiadores para marcar la transición de la antigüedad al periodo medieval. Que Rómulo sea visto como el último emperador por encima de otros contendientes se deriva no sólo de que haya sido el último emperador proclamado en Occidente, sino también del carácter poético de llevar el nombre tanto de Rómulo, el fundador de Roma, como de Augusto, el primer emperador romano. Muchos historiadores han señalado la coincidencia de que el último emperador combinara los nombres del fundador de la ciudad y del primer emperador. En la Historia de la decadencia y caída del Imperio romano, Gibbon escribió que «los apelativos de los dos grandes fundadores de la ciudad y de la monarquía estaban así extrañamente unidos en el último de sus sucesores».

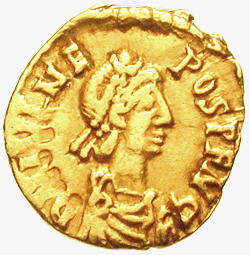
Tremís de Julio Nepote (r. 474-475/480), predecesor de Rómulo Augusto.

Algunos estudiosos modernos consideran dudosa la distinción de Rómulo como último emperador occidental. En particular, algunos historiadores, como Ralph W. Mathisen y Marjeta Šašel Kos, han señalado a Julio Nepote como el verdadero último emperador romano occidental. Aunque nunca recuperó Italia, Nepote continuó gobernando en Dalmacia, con el apoyo de Zenón y con el reconocimiento nominal de Odoacro, hasta que fue asesinado en el año 480. A lo largo de su breve reinado, Rómulo nunca fue reconocido en Constantinopla, y la corte oriental siguió reconociendo a Nepote como legítimo emperador occidental.
A finales del siglo V y principios del VI, un mauritano de nombre Masties, por lo demás desconocido, se proclamó dux et imperator en el Aurés, según una inscripción hallada en la década de 1940. En la Hispania visigoda, dos presuntos usurpadores hispanorromanos se alzaron desde el valle del Ebro, intentando reclamar la autoridad imperial: Burdunelo (496) y Pedro (506).
La identificación de Rómulo Augusto como el último emperador del imperio occidental es una tradición que comenzó ya entre los historiadores y escritores romanos orientales a principios del siglo VI. El primer escritor conocido que lo consideró como tal fue Conde Marcelino (fallecido c. 534), quien escribió el siguiente pasaje sobre Rómulo:

El Imperio occidental del pueblo romano, que comenzó en el año setecientos nueve después de la fundación de la Ciudad con Octavio Augusto, el primero de los emperadores, pereció con este augusto, en el año quinientos veintidós del reinado de los emperadores sucesores de Augusto. A partir de este momento, los reyes góticos tuvieron el poder en Roma.

Los autores romanos orientales posteriores siguieron considerándolo como el último emperador del imperio occidental. Procopio (c. 500-después del 565) consideraba que Rómulo había sido el último gobernante legítimo de Occidente, al igual que Jordanes (también del siglo VI).